# 积善乡
积善乡，是中华人民共和国四川省南充市嘉陵区曾经下辖的一个乡。2019年10月，撤销积善乡，将其所属行政区域划归金宝镇管辖。

## 行政区划
积善乡撤销前下辖以下地区：
正善社区、积善村、槐树坝村、青家坡村、沙鼻嘴村、天宝宫村、公子山村、青家沟村、柿子沟村、二长沟村、贾坝村和会元宫村。